# Sammlung Crous

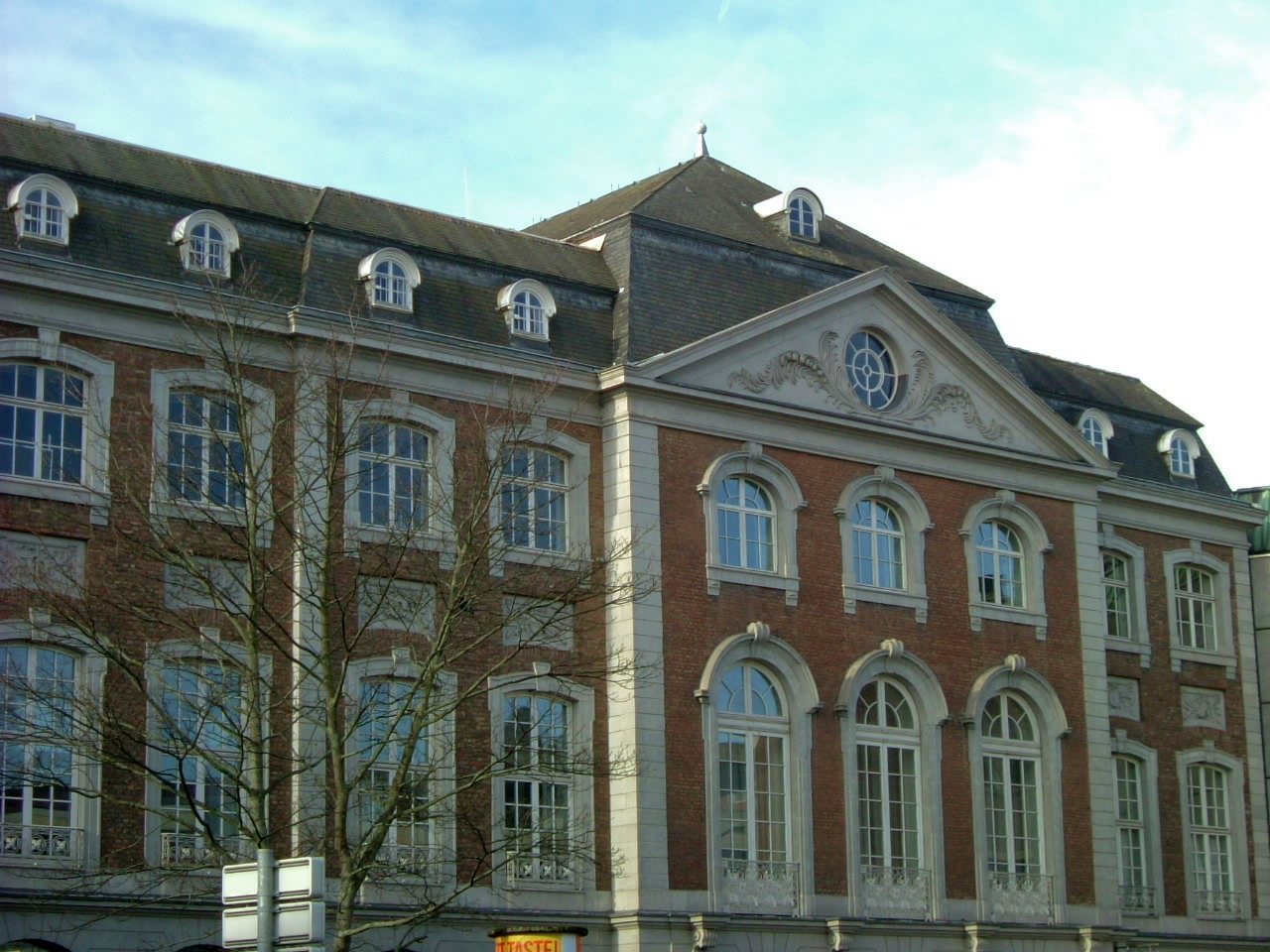
Das Alte Kurhaus (hier: vormalige Gartenfassade) beherbergt die Sammlung Crous

Die Sammlung Crous ist eine von dem Sammler Helmut A. Crous zusammengetragene stadthistorische Sammlung in Aachen. Sie ist seit 1996 öffentlich zugängig im Alten Kurhaus in Aachen untergebracht.

## Historie
Der Journalist und Publizist Helmut A. Crous (1913–1993) begann die Sammlung 1948. In seinem Todesjahr 1993 kaufte der Aachener Karnevalsverein 1859 e.V. (AKV), deren Ehrenpräsident Crous war, die Sammlung auf.
Im Laufe von 45 Jahren hatte Crous rund 2000 Druckschriften, 370 Aquarelle, Grafiken und Kupferstiche zur Geschichte Aachens zusammengetragen. Als Sammler ließ er sich dabei von seiner Lebensphilosophie leiten: Aus der Kenntnis der Vergangenheit die Gegenwart verstehen und die Zukunft planen.
Durch Nachlassschenkungen und durch Ankäufe konnte der Bestand noch wesentlich erweitert werden. So stehen den Nutzern heute neben Lithographien, Aquarellen und Gemälden circa 5300 Druckerzeugnisse, 700 Originalgrafiken und 4500 historische Postkarten zur Verfügung.

### Bibliothek
Ein bedeutendes Stück der Schriftenbestände ist das achtseitige Werk Römischer Küniglicher maiestat chronung zu Ach geschehen aus dem Jahr 1521. Es ist der erste tradierte Pressebericht und das älteste Stück der Sammlung. Der in Augsburg erschienene Text schildert die Krönung Karls V. in Aachen. Auf dem Titelblatt ist das Wappen von Karl V. mit dem auf der Brust schildtragenden Doppeladler zu sehen.
Weitere bedeutende Schriften sind die aus dem Jahre 1620 stammende Beeck'sche Stadtchronik Aqvisgranvm siue Historica Narratio, De Regiae S.R.I. & Coronationis Regum Rom, von 1640 die dritte in Antwerpen erschienene Ausgabe des De bello Belgico mit Kupferstichen, aus dem Jahr 1772 die Miscellanea Borcetano-Aquisgranensia oder Sammlung verschiedener die kayserliche freye Reichs Stadt Aachen mit die Herrschafft Burtscheid betreffenden glaubhaften Urkunden, nebst Beyfügung einiger am letztern ort vorgewesenen ins gemeine Weesen einschlagenden merkwürdigen Rechts-Pflegen, aus dem 19. Jahrhundert drei illustrierte Lederbände über Rheinlands Baudenkmale des Mittelalters und die Geschichte des Clubs Aachener Casino (1937). Die wissenschaftliche Archiv- und Präsenzbibliothek gliedert sich in 43 Sachgruppen und umfasst rund 5000 Druckschriften.

### Graphiken
Aquarelle, Gouachen, Zeichnungen und Druckgrafiken zählen zu dem etwa 800 Werke umfassenden Grafikbestand bestehend aus Kartenmaterial und 180 Reproduktionen.
Die Graphiksammlung beginnt 1492 mit dem Holzschnitt der Zeigung eines der vier Aachener Heiligtümer, des Marienkleides, über einem Aachener Stadttor. Ein Holzstich einer Eifeler Landkarte aus dem Jahr 1544, eine altkolorierte Radierung eines Aachener Stadtplans aus dem Jahr 1576, eine Lithographie der Votivkirche St. Marien in Aachen ausgeführt von dem Architekten Vinzenz Statz im Jahr 1858, eine Xylographie über den Stadtbrand von Aachen von Carl-Maria Seyppel gezeichnet im Jahr 1881 sowie Leporellos der Faschingszüge des 19. und 20. Jahrhunderts bilden diesen Teil der Sammlung.

### Gemälde
August Heinrigs lieferte die Vorlage für eine romantische Ansicht über Aachen von Burtscheid aus, gemalt in Öl auf Holz im Jahr 1842. Zwei Aquarelle von Joseph Carl Cogel von 1937 gehören ebenso zu dem Gemäldepart wie die 55 Miniaturtafeln der in Aachen gekrönten deutschen Könige, von denen 52 eine vereinfachte Version der Kaisergalerie im Frankfurter Römer sind; die drei anderen Miniaturen stellen die Kaiser des Deutschen Kaiserreiches dar. Des Weiteren beinhaltet die Gemäldesammlung das Jacques-Königstein-Porträt von Wolf Ritz, das Crous-Porträt sowie das Georg-Helg-Porträt.

### Fotografien
Von Hans Königs stammen beinahe 1.000 Aufnahmen, ein Teil entstand vor und um die Jahrhundertwende in den Jahren 1880 bis 1920, ein weiterer Abschnitt z. B. mit dem Kaiserplatz und der kriegszerstörten Jakobstraße überliefert Aachener Bauten aus dem Jahre 1942. Ein weiteres wichtiges Stück der Fotografiebestände ist das Fotoalbum des Architekten Eduard Conrads aus der Zeit um 1925 mit Einblicken in die zeitgenössische Aachener Wohnkultur.

## AKV-Sammlung Crous Geschichtspreis
Seit 2012 vergibt die Sammlung Crous jährlich den AKV-Sammlung Crous Geschichtspreis für Projekte zur Erforschung der Geschichte der Stadt Aachen oder der Euregio Maas-Rhein.
Der Preis ist in drei Kategorien ausgeschrieben:
- Schüler
- Privatforscher
- Wissenschaftler

Die eingereichten Beiträge, die hinsichtlich Epoche und Thema frei wählbar sind, werden vom Historischen Institut der RWTH Aachen wissenschaftlich bewertet.